# Echo modesta
Echo modesta là loài chuồn chuồn trong họ Calopterygidae. Loài này được Laidlaw mô tả khoa học đầu tiên năm 1902.